# Milieujaarprogramma
Een milieujaarprogramma is een jaarplan met betrekking tot de leefomgeving.
In Vlaanderen wordt jaarlijks door de Vlaamse milieudienst een milieujaarprogramma (MJP) opgesteld. Het wordt verankerd aan de opstelling van de begroting. De Vlaamse regering stelt jaarlijks een ontwerp van een milieujaarprogramma op, dat samen met het ontwerp van de begroting wordt bezorgd aan het Vlaams Parlement.
Zowel de Sociaal-Economische Raad van Vlaanderen (SERV) als de Mina-raad brengen binnen de maand advies uit aan de Vlaamse regering en aan het Vlaamse parlement. Na de goedkeuring van de begroting stelt de Vlaamse regering het milieujaarprogramma definitief vast. 
Eind 2002 werd het MJP 2003 aan de Vlaamse regering ter goedkeuring voorgelegd. Dit is het eerste jaarprogramma van het milieubeleidsplan 2003-2007 en spitst zich toe op de realisaties van het vorige milieubeleidsplan en de uitvoering van het nieuwe plan in 2003.